# 元贞皇后
元贞皇后独孤氏（?—?），河南郡洛阳县（今河南省洛阳市东）人，北周太保、大宗伯、卫国公独孤信第四女，隋朝皇后独孤伽罗的姊姊，獨孤羅、北周明敬皇后的妹妹， 唐朝建立者唐高祖李淵的母親。

## 生平
独孤氏嫁给唐国公李昞。独孤夫人一向有风弊病，有时病重危险，她的其他儿媳因为独孤夫人性情严厉，害怕受到谴责，都声称有病而退避，只有大儿媳窦氏侍奉婆婆独孤夫人以孝顺闻名，窦氏昼夜服侍，常常是十天一月不脱衣脱鞋休息。
武德元年（618年），李渊建立唐朝，六月廿二，追谥母亲为元贞皇后。

## 身后
唐朝建立后，唐高祖有一次设置宴会招待群臣，食品中有葡萄。侍中陈叔达将葡萄拿下不吃。唐高祖问陈叔达原因，陈叔达说：“臣的母亲患有口干病，寻求葡萄没能得到，我想要带葡萄回去送给母亲。”唐高祖说：“爱卿还有母亲可以送东西吗？”唐高祖于是低声哭泣‌流下眼泪，因此赐给陈叔达丝织品一百段，让他去购买鲜美而珍奇的食物。

## 子女
- 李渊
- 同安公主

## 藝術形象
- 2017年电视剧《独孤天下》李依晓饰獨孤曼陀